# Kultura Pedagogiczna
Kultura Pedagogiczna – dwumiesięcznik wydawany w Krakowie w roku 1933 (5 numerów) pod redakcją Zygmunta Mysłakowskiego przy współudziale Jana Stanisława Bystronia, Bogdana R. Nawroczyńskiego i S. Szumana. Na łamach pisma ukazywały się artykuły autorów polskich i zagranicznych. Nakład wynosił 1000 egzemplarzy.